# Zdobín
Obec Zdobín (německy Sdobin) se nachází v okrese Trutnov, kraj Královéhradecký, zhruba 8 km západně od Dvora Králové nad Labem. Vesnicí probíhá silnice II/300. Žije zde 142 obyvatel.

## Historie
První písemná zmínka o obci pochází z roku 1267.